# Hernán Alzamora
Hernán Alzamora (Hernán Alzamora García; * 12. April 1927; † 19. Februar 2018 in Lima) war ein  peruanischer Hürdenläufer und Zehnkämpfer.
1947/48 siegte er bei den Juegos Bolivarianos über 110 m Hürden. Bei den Olympischen Spielen 1948 in London schied er in derselben Disziplin im Vorlauf aus.
1951 gewann er bei den Panamerikanischen Spielen in Buenos Aires Silber im Zehnkampf und bei den Juegos Bolivarianos Silber über 110 m Hürden und im Fünfkampf. Ebenfalls Silber errang er beim Zehnkampf der Leichtathletik-Südamerikameisterschaften 1952 in Buenos Aires.
Seine persönliche Bestzeit von 14,8 s über 110 m Hürden stellte er 1948 auf.